# بابوكار غاي
بابوكار غاي (مواليد 24 فبراير 1998) هو لاعب كرة قدم غامبي يلعب كحارس مرمى في منتخب غامبيا.

## روابط خارجية
- بابوكار غاي على موقع قاعدة بيانات كرة القدم.إي يو (الإنجليزية)
- بابوكار غاي على موقع ناشيونال فوتبول تيمز (الإنجليزية)
- بابوكار غاي على موقع Soccerway.com (الإنجليزية)
- بابوكار غاي على موقع عالم كرة القدم.نت (الإنجليزية)